# Eiphosoma henorum
Eiphosoma henorum är en stekelart som beskrevs av Ian D. Gauld 2000. Eiphosoma henorum ingår i släktet Eiphosoma och familjen brokparasitsteklar. Inga underarter finns listade i Catalogue of Life.